# Mohand Idir Ait Amrane
Mohand ou Idir n Aït Amrane (Tikidount, 22 marzo 1924 – Orano, 30 ottobre 2004) è stato un poeta e un militante nazionalista algerino durante la guerra d'Algeria e un grande difensore della lingua e della cultura berbera.

## Descrizione
Dopo gli studi primari e medi a Sougueur, Tiaret e Mascara, frequentò il Lycée Bugeaud di Algeri e si ritrovò compagno di scuola di personalità come Hocine Aït Ahmed e Amar Ould Hamouda, che avrebbero in seguito formato il nucleo attivo dei militanti cabili del movimento nazionale. Deciso a battersi per il riconoscimento della dimensione amazigh (berbera) del popolo algerino, compose diversi canti patriottici algerini in lingua berbera, tra cui il più celebre sarà Ekker a mmis umazigh ("In piedi, figlio di Amazigh") del 23 gennaio 1945.
Iscritto al PPA-MTLD fin dal 1944, si trovò anche lui isolato al suo interno, insieme a tanti altri compagni della sua stessa regione, in seguito alla persecuzione, iniziata da Messali Hadj, degli elementi accusati di "berberismo", e finì per lasciare il partito nell'autunno del 1949. Allo scoppio della guerra d'Algeria, Aït Amrane, che si trovava a Tiaret come insegnante, entrò in segreto nei ranghi del FLN, ma nell'ottobre del 1956 venne scoperto e arrestato.
Uscito di prigione nel 1962, dopo l'indipendenza, entrò nella vita pubblica: eletto deputato all'Assemblea Nazionale Costituente (1962-1964), venne poi nominato prefetto di El Asnam (1965). Nell'autunno dello stesso 1965 riprese l'insegnamento con l'incarico di'Ispettore d'Accademia a Tiaret. Dopo una disputa con Abdelkrim Benmahmoud, ministro dell'Educazione Nazionale dell'epoca, tornò all'attività politica presso il comandante Slimane (Ahmed Kaïd) che lo nominò Controllore Nazionale del partito del FLN, incarico che tenne fino al 1979. Fece poi nuovamente ritorno, fino al suo pensionamento (1985), alla pubblica istruzione, con l'incarico di Ispettore d'Accademia per la wilaya di Ech Chélif.
Dopo la nascita del multipartitismo in Algeria, entrò a far parte della direzione del neonato RCD, di cui divenne membro del Consiglio Nazionale. Per la sua dedizione alla causa del riconoscimento della cultura berbera dell'Algeria, venne poi nominato Presidente dell'Alta Commissione per l'Amazighità (HCA) fin dalla sua creazione, il 17 maggio 1995, carica che detenne fino alla morte.
Il ruolo di Mohand Idir Aït Amrane nella storia nazionale algerina è stato molto importante non solo per la sua attività di combattente per l'indipendenza, ma anche per il grande contributo che diede alla rinascita della consapevolezza dei Berberi. Il suo inno Ekkr a mmi-s Umazigh, cantato da molti dei cantautori cabili di oggi, è ancora considerato un elemento fondamentale dell'identità amazigh.